# 黄帝地母经
《黄帝地母经》是《黄历》首页的一个栏目，作用是根据干支纪年的排列顺序，预测该年农作物的收成好坏，以及地方上可能发生的事。内容分“诗曰”、“地母经曰”及当年的“三伏”日期。

## 另見
- 后土